# Сан Джермано Верчелезе
Сан Джерма̀но Верчелѐзе (на италиански: San Germano Vercellese; на пиемонтски: San German, Сан Джерман) е село и община в Северна Италия, провинция Верчели, регион Пиемонт. Разположено е на 161 m надморска височина. Населението на общината е 1784 души (към 2010 г.).